# Megalodes eximia
Megalodes eximia là một loài bướm đêm trong họ Noctuidae.